# Rəsul Çunayev
Rəsul Çunayev (Qabaqçöl, 1991. január 7. –) azeri kötöttfogású birkózó. A 2016-os nyári olimpiai játékokon bronzérmet szerzett 66 kg-ban. A 2018-as birkózó-világbajnokságon a bronzmérkőzésig jutott 72 kg-os súlycsoportban, szabadfogásban. Egyszeres kötöttfogású világbajnok, egyszeres világbajnoki bronzérmes birkózó. A 2018-as és a 2014-es birkózó Európa-bajnokságon egy-egy ezüstérmet szerzett a férfiak 72, illetve 71-kg-os súlycsoportjában, kötöttfogásban. A 2015-ös Európa Játékokon aranyérmet szerzett 71 kg-ban. Az Iszlám Szolidaritási Játékokon bronzérmet nyert 71 kg-ban.

## Sportpályafutása
A 2018-as birkózó-világbajnokságon a bronzmérkőzésig jutott.